# Kohagen
Kohagen este o arie protejată (arie specială de conservare — SAC, sit de importanță comunitară — SCI) din Suedia întinsă pe o suprafață de 8,6 ha, integral pe uscat.

## Localizare
Centrul sitului Kohagen este situat la coordonatele 59°43′17″N 16°12′51″E / 59.7215°N 16.2143°E.

## Înființare
Situl Kohagen a fost declarat sit de importanță comunitară în decembrie 1998 pentru a proteja un număr necunoscut de specii din flora spontană și fauna sălbațică aflate în arealul zonei. Situl a fost protejat și ca arie specială de conservare în martie 2011.

## Biodiversitate
Situată în ecoregiunea boreală, aria protejată conține 2 habitate naturale: Pajiști fino-scandinave uscate până la mezice, bogate în specii de altitudine mică, Pajiști cu Molinia pe soluri calcaroase, turboase sau argilos-nămoloase (Molinion caeruleae).
La baza desemnării sitului se află un număr nedeclarat de specii protejate.